# 9399 Pesch
9399 Pesch è un asteroide della fascia principale. Scoperto nel 1994, presenta un'orbita caratterizzata da un semiasse maggiore pari a 2,5929652 UA e da un'eccentricità di 0,1541173, inclinata di 3,76573° rispetto all'eclittica.